# Stutthofrättegången

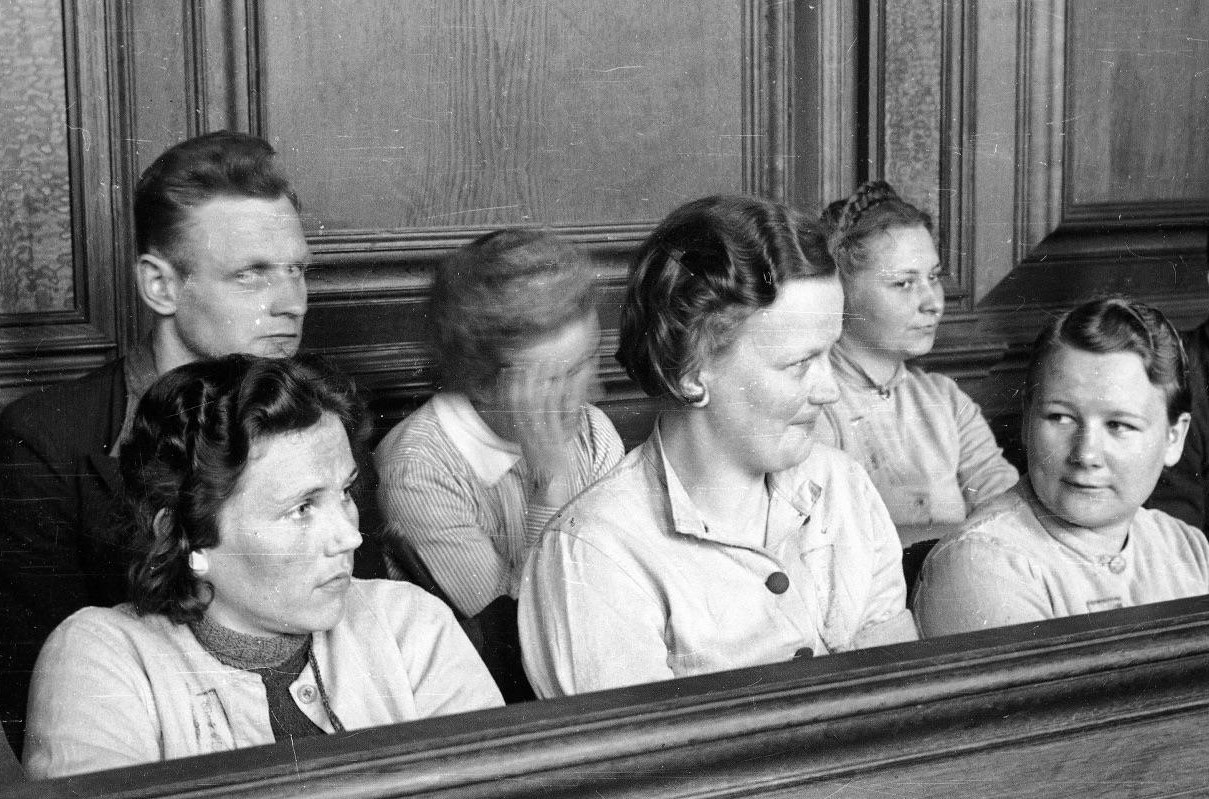
Några av de åtalade vid Stutthofrättegången: främre raden: Elisabeth Becker, Gerda Steinhoff och Wanda Klaff. Bakre raden: Erna Beilhardt och Jenny Wanda Barkmann.

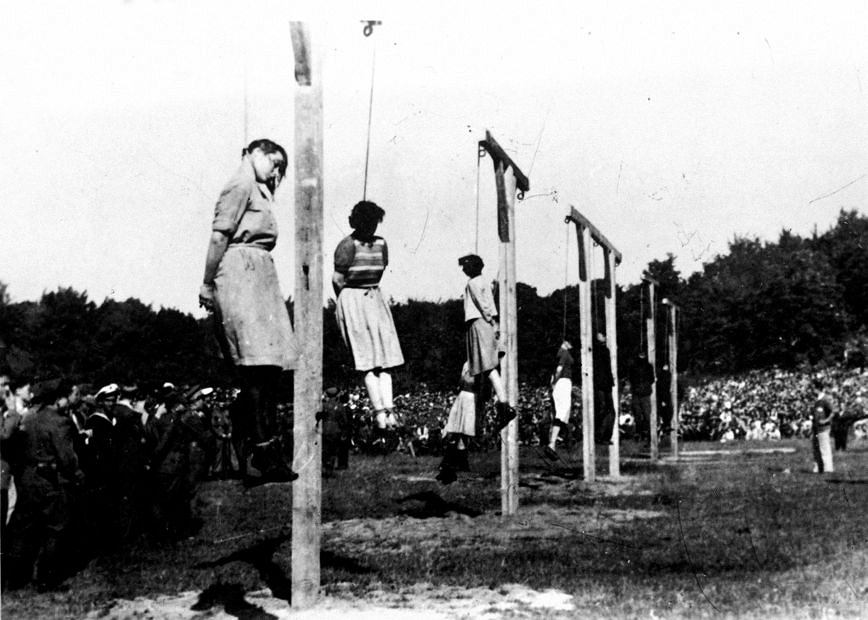
Avrättningen vid Biskupia Górka den 4 juli 1946: längst fram: Jenny Wanda Barkmann, Ewa Paradies och Elisabeth Becker.

Stutthofrättegången ägde rum i Gdańsk i Polen mellan den 24 april och den 31 maj 1946. Inför den polsk-sovjetiska domstolen åtalades tretton före detta vakter och funktionärer från koncentrationslägret Stutthof och dess satellitläger Bromberg-Ost, som var ett kvinnoläger. Samtliga åtalade befanns skyldiga till brott mot mänskligheten. Elva av de tretton dömdes till döden genom hängning, medan de två övriga dömdes till fängelse.
Avrättningarna verkställdes offentligt vid Biskupia Górka den 4 juli 1946. De dödsdömda fördes fram till galgarna på lastbilsflak och snarorna lades om deras halsar. Därefter körde lastbilarna iväg med följden att de dödsdömda hängdes.

## Åtalade
| Namn                 | Befattning | Dom                                  |
| -------------------- | ---------- | ------------------------------------ |
| Johann Pauls         | Kommendant | Dödsstraff; avrättad den 4 juli 1946 |
| Gerda Steinhoff      | Vakt       | Dödsstraff; avrättad den 4 juli 1946 |
| Józef Reiter         | Kapo       | Dödsstraff; avrättad den 4 juli 1946 |
| Wanda Klaff          | Vakt       | Dödsstraff; avrättad den 4 juli 1946 |
| Erna Beilhardt       | Vakt       | Fem års fängelse                     |
| Wacław Kozłowski     | Kapo       | Dödsstraff; avrättad den 4 juli 1946 |
| Jenny Wanda Barkmann | Vakt       | Dödsstraff; avrättad den 4 juli 1946 |
| Franciszek Szopiński | Kapo       | Dödsstraff; avrättad den 4 juli 1946 |
| Ewa Paradies         | Vakt       | Dödsstraff; avrättad den 4 juli 1946 |
| Kazimierz Kowalski   | Kapo       | Tre års fängelse                     |
| Jan Breit            | Kapo       | Dödsstraff; avrättad den 4 juli 1946 |
| Tadeusz Kopczyński   | Kapo       | Dödsstraff; avrättad den 4 juli 1946 |
| Elisabeth Becker     | Vakt       | Dödsstraff; avrättad den 4 juli 1946 |

### Webbkällor
- ”Death on the gallows” (på engelska). Arkiverad från originalet den 3 juni 2014. https://www.webcitation.org/6Q3mstzRH?url=http://www.geocities.ws/epjacobs4/biskupiae.htm. Läst 3 juni 2014.